# 江原高次
江原 高次（えばら たかつぐ）は、戦国時代から江戸時代初期にかけての武将。宇喜多氏、豊臣氏の家臣。

## 略歴
備前国の戦国大名である宇喜多直家の娘婿で重臣の江原親次の一族と推定され、直家とその子の宇喜多秀家に仕えていたと思われる。
慶長5年（1600年）の関ヶ原の戦いの後、宇喜多氏が改易されると備前国で隠棲していたが、慶長19年（1614年）の大坂の陣前に大坂城に入城。天王寺・岡山の戦いでは天王寺口を担当。真田信繁隊の後方部隊であったが、徳川方の松平忠直の攻撃で、高次の部隊は壊滅した。
その後の消息は不明である。